# Prodotto misto
Nel calcolo vettoriale  un prodotto misto è un'espressione in cui compaiono contemporaneamente prodotti scalari e vettoriali di vettori dello spazio tridimensionale.

## Prodotto triplo

Il valore assoluto del prodotto misto di tre vettori è uguale al volume del parallelepipedo costruito su questi

Il prodotto misto più noto è il prodotto triplo di tre vettori a, b, c. Si tratta di un'espressione in cui compare un prodotto scalare e un prodotto vettoriale, ad esempio:
{\displaystyle \left(\mathbf {a} \times \mathbf {b} \right)\cdot \mathbf {c} }
Il risultato è uno scalare il cui valore assoluto non dipende né dall'ordine dei tre vettori né dall'ordine delle due operazioni. Il valore assoluto è pari al volume del parallelepipedo costruito sui tre vettori (oppure pari a 6 volte il volume del tetraedro costruito sui tre vettori). Come conseguenza di questa proprietà, supponendo che nessuno dei tre vettori sia nullo, il prodotto triplo è pari a zero se e solo se i vettori sono complanari; per questo motivo, e poiché gode della proprietà commutativa a meno del segno, è comune usare il prodotto triplo come test di complanarità.
Il segno del prodotto triplo dipende dall'ordine dei vettori e delle due operazioni. Una permutazione ciclica dei tre vettori coinvolti nel prodotto misto, o lo scambio dei due operatori, non ne modifica il risultato (e dunque il segno):
{\displaystyle (\mathbf {a} \times \mathbf {b} )\cdot \mathbf {c} =(\mathbf {b} \times \mathbf {c} )\cdot \mathbf {a} =(\mathbf {c} \times \mathbf {a} )\cdot \mathbf {b} }
Un permutazione pari coincide con una permutazione ciclica e una singola permutazione (dispari) cambia il segno:
{\displaystyle (\mathbf {a} \times \mathbf {b} )\cdot \mathbf {c} =-(\mathbf {b} \times \mathbf {a} )\cdot \mathbf {c} =(\mathbf {c} \times \mathbf {a} )\cdot \mathbf {b} }
Questa proprietà può essere resa in modo formale avvalendosi delle proprietà del determinante. Infatti
{\displaystyle \left(\mathbf {a} \times \mathbf {b} \right)\cdot \mathbf {c} =\det {\begin{pmatrix}a_{1}&a_{2}&a_{3}\\b_{1}&b_{2}&b_{3}\\c_{1}&c_{2}&c_{3}\end{pmatrix}}}

## Doppio prodotto vettoriale
Generalmente, un prodotto misto in cui compaiono due o più prodotti vettoriali può essere trasformato nella somma di vari prodotti misti contenenti al più un prodotto vettoriale. Ad esempio l'espressione 
{\displaystyle \mathbf {a} \times \mathbf {b} \times \mathbf {c} }
può essere semplificata, imponendo un'uguaglianza del tipo
{\displaystyle \mathbf {a} \times \mathbf {b} \times \mathbf {c} =A\mathbf {a} (\mathbf {b} \cdot \mathbf {c} )+B\mathbf {b} (\mathbf {c} \cdot \mathbf {a} )+C\mathbf {c} (\mathbf {a} \cdot \mathbf {b} )}
con incognite A, B e C. Poiché il vettore a × (b × c) appartiene al piano formato dai vettori b e c, vale A = 0. Ponendo a = b = c = i si determina che A + B + C = 0; mentre, ponendo a = b = i e c = j si determina che C = -1. Di conseguenza è B = 1, e si è ottenuta la seguente uguaglianza:
{\displaystyle \mathbf {a} \times (\mathbf {b} \times \mathbf {c} )=\mathbf {b} (\mathbf {c} \cdot \mathbf {a} )-\mathbf {c} (\mathbf {a} \cdot \mathbf {b} )}.
Analogamente, vale l'uguaglianza seguente:
{\displaystyle (\mathbf {a} \times \mathbf {b} )\cdot (\mathbf {a} \times \mathbf {c} )=a^{2}(\mathbf {b} \cdot \mathbf {c} )-(\mathbf {a} \cdot \mathbf {b} )(\mathbf {a} \cdot \mathbf {c} )}
dove a2 = a · a.